# Aire urbaine de Pontarlier
L'aire urbaine de Pontarlier est une aire urbaine française centrée sur la ville de Pontarlier.
D'après la définition qu'en donne l'INSEE, l'aire urbaine de Pontarlier est composée de 20 communes, situées dans le Doubs, dont quatre forment le pôle urbain. Au 1er janvier 2021, l'aire d'attraction de Pontarlier lui est substituée. Cette dernière est plus étendue puisque composée de 56 communes.

## Communes
Voici la liste des communes françaises de l'aire urbaine de Pontarlier.
Lors du redécoupage de 2010, Les Alliés, Bouverans, Chapelle-d'Huin et La Rivière-Drugeon ont été ajoutés à l'aire urbaine, tandis que six autres en ont été ôtées : Les Grangettes et Maisons-du-Bois-Lièvremont (devenues des communes multipolarisées), Malpas et Montperreux (communes isolées) et Ouhans et Saint-Gorgon-Main (communes multipolarisées des grands pôles)).
L'aire urbaine présente une superficie de 303.73 km2 pour une population de 31305 habitants en 2016. La densité de population est de 103 habitants au km2 en 2016.

| Nom                | Code Insee | Statut | Superficie (km2) | Population (dernière pop. légale) | Densité (hab./km2) |
| ------------------ | ---------- | ------ | ---------------- | --------------------------------- | ------------------ |
| Pontarlier (siège) | 25462      |        | 41,35            | 17 928 (2022)                     | 434                |
| Les Alliés         | 25012      |        | 5,28             | 171 (2022)                        | 32                 |
| Arçon              | 25024      |        | 21,34            | 955 (2022)                        | 45                 |
| Bannans            | 25041      |        | 11,56            | 378 (2022)                        | 33                 |
| Bians-les-Usiers   | 25060      |        | 14,01            | 694 (2021)                        | 50                 |
| Bouverans          | 25085      |        | 18,17            | 441 (2022)                        | 24                 |
| Bugny              | 25099      |        | 4,77             | 248 (2022)                        | 52                 |
| Bulle              | 25100      |        | 14,03            | 500 (2022)                        | 36                 |
| Chaffois           | 25110      |        | 16,25            | 1 032 (2022)                      | 64                 |
| Chapelle-d'Huin    | 25122      |        | 23,71            | 534 (2022)                        | 23                 |
| Dommartin          | 25201      |        | 6,39             | 819 (2022)                        | 128                |
| Doubs              | 25204      |        | 8,94             | 3 309 (2022)                      | 370                |
| Goux-les-Usiers    | 25282      |        | 17,63            | 791 (2021)                        | 45                 |
| Granges-Narboz     | 25293      |        | 16,22            | 1 355 (2022)                      | 84                 |
| Houtaud            | 25309      |        | 7,89             | 1 197 (2022)                      | 152                |
| La Planée          | 25459      |        | 13               | 325 (2022)                        | 25                 |
| La Rivière-Drugeon | 25493      |        | 19,16            | 927 (2022)                        | 48                 |
| Sainte-Colombe     | 25515      |        | 10,49            | 482 (2022)                        | 46                 |
| Sombacour          | 25549      |        | 19,3             | 629 (2021)                        | 33                 |
| Vuillecin          | 25634      |        | 14,24            | 669 (2022)                        | 47                 |